# Méthode d'évaluation des risques industriels des dysfonctionnements des équipements
La méthode d'évaluation des risques industriels des dysfonctionnements des équipements (Méride ou MÉRIDE) est utilisée dans la planification des opérations de maintenance.
La méthode comporte deux étapes:
- évaluation de la gravité des risques de défaillance des équipements,
- étude globale d'évaluation des risques.

Elle a pour objectifs de déterminer la politique de maintenance (préventive, conditionnelle), les pièces de rechange à gérer en stock, les procédures à mettre en œuvre, la formation des personnels et les études financières de mise à niveau et de remplacement des équipements.